# Dufaycolor

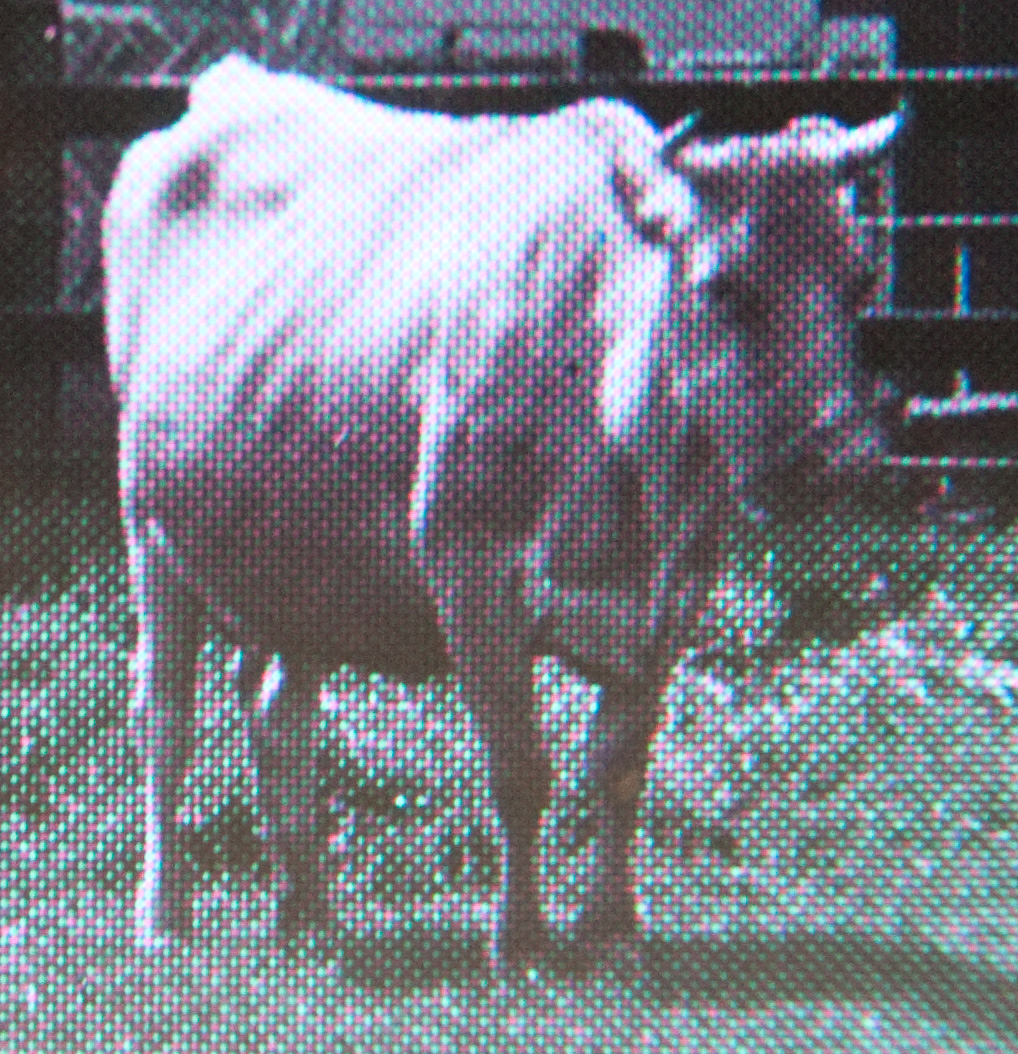
Fotografía realitzada amb dufaycolor on es pot apreciar la superposició dels colors.

El dufaycolor va ser un procés fotogràfic en color de síntesis additiva per pel·lícules i fotografies. Va ser inventat pel francès Louis Dufay. Funcionava sobre la base dels mateixos principis que la placa autocroma, però aconseguia el resultat final fent servir un mètode lleugerament diferent. Feia servir un mosaic de petits elements filtradors dels colors primaris entre la emulsió i el suport de la pel·lícula, a través dels quals primer es filmava la imatge i posteriorment es projectava, després d'haver estat positivada mitjançant un mètode per pel·lícules reversibles. El principal problema era que a l'hora de projectar les imatges sobre una pantalla aquestes no tenien una brillantor suficient perquè la filmació i la projecció es realitzava a través dels filtres dels colors primaris.

## Procediment
L'aplicació del réseau en la pel·lícula era un procés molt complicat i exigent. La base de pel·lícula d'acetat es recobria primer amb una capa blava. A continuació, una capa de tinta de base greixosa resistent s'imprimia en línies diagonals amb un angle de 23º. Les línies restants es blanquejaven i posteriorment es tenyien de verd. Després es retirava la primera resistència i s'aplicava una nova capa de línies de resistència a un angle de 90° respecte a les dues primeres línies. Les línies restants es blanquejaven de nou i posteriorment es tenyien de vermell. Com a resultat d'aquest procés es formava un patró que estava format de rectangles blaus i verds en combinació amb línies vermelles més primes de manera que tots els trossos cobrien àrees de mida idèntica. Finalment s'aplicava un vernís.
Tot i que el patró era molt, molt fi, format de 19 a 25 línies per mil·límetre, resultant així en uns 230.000 trossos per centímetre quadrat, encara era visible a la pantalla degut a l'alt grau d'augment en ser projectat. No obstant això, la pantalla regular del procés Dufaycolor estava molt millor adaptada a les imatges en moviment que la de altres processos.
L'avantatge principal era que el rodatge, el revelat i la projecció es podia dur a terme amb l'equip habitual per al cinema en blanc i negre, el que convertia aquest procés en una alternativa viable i barata al Technicolor.
Atès que fins al 80% de la llum era absorbida pels filtres, tots els processos fotogràfics de síntesi requereix una gran quantitat de llum, tant per a l'exposició com per a la projecció. Per compensar l'absorció de llum, els colorants Dufaycolor tenia corbes de transmissió espectral superposades, el que causava la desaturació dels colors, per tant, els tons semblaven apagats.
La impressió a partir de negatius posava problemes perquè ocorrien interferències quan dos patrons regulars es superposaven uns sobre d'altres, produint un artefacte anomenat moiré. Teòricament hi havia dues solucions a aquest problema. O bé el negatiu i la impressió s'havien d'alinear perfectament o el patró del negatiu havia de ser destruït en el procés d'impressió. Atès que la primera solució era impossible a causa de les molt petites toleràncies necessàries, la segona solució s'aplicava amb una màscara d'obertura en combinació amb llum difusa. Problemes similars sorgeixen quan la pel·lícula de Dufaycolor havia de ser digitalitzada, ja que el patró diagonal de la pel·lícula i l'estructura de píxels ortogonals interfereixen per igual. Per tant, l'escanejat requereix una resolució molt alta i una font de llum amb tres bandes estretes per a la transmissió espectral en colors primaris, similar a les utilitzades en el procés d'impressió Dufaycolor.